# فوشنجی هروی
ابوالحسن فوشنجی هروی، نامش علی و پسر احمد بن سهل است. وی از عرفای اوایل چهارم هجری بوده و حکومت چند تن از خلفای عباسی و نیز عضدالدوله دیلمی را درک کرده‌است.
زادگاه فوشنجی، شهر هرات می‌باشد و اعلم مشایخ عصر خویش بوده‌است.
از سخنان وی« نیست در دنیا چیزی زشت تر از دوستی، که دوستی وی مبنی بر سببی و عوضی بود»